# Stopplaats Rijnbrug
Rijnbrug (verkorting "Rbr") is een voormalige stopplaats aan de spoorlijn Arnhem-Nijmegen. De stopplaats was geopend van 15 juni 1879 tot 15 mei 1931.